# Stayin' Alive
"Stain 'Alive" je disko skladba skupiny Bee Gees, která byla složena pro soundtrack k filmu Horečka sobotní noci. Vyšla 13. prosince 1977 jako druhý singl z soundtrackové alba Saturday Night Fever: The Original Movie Sound Track. Koprodukce provedli členové skupiny společně s Albhym Galutenem a Karlem Richardsonem. Skladba je jednou ze signature songů skupiny Bee Gees. V seznamu Rolling Stone-500 nejlepších písní všech dob se skladba v roce 2004 umístila na 189. místě.
V době vydání skladba dosáhla 1. místa v americkém žebříčku Billboard Hot 100, kde vydržela čtyři týdny. Dodnes vzniklo několik coververzí a rovněž se skladba objevila v mnoha televizních pořadech, sportovních akcích, filmech či videohrách.

## Seznam skladeb
- "Stayin 'Alive" - 3:29
- "If I Can not Have You" - 3:25

### 1989 reedice
- "Subway" - 4:20
- "Love So Right" - 3:33

## Sestava
- Barry Gibb - zpěv, harmonie a doprovodný zpěv, rytmická kytara
- Robin Gibb - harmonie a doprovodný zpěv
- Maurice Gibb - harmonie a doprovodný zpěv, basová kytara
- Alan Kendall - sólová kytara
- Blue Weaver - klávesy, syntezátor
- Dennis Bryon - bicí
- Joe Lala - perkuse

## Pozice v žebříčcích
| Žebříček (1978)                  | Vrcholové pozice |
| -------------------------------- | ---------------- |
| Austrálie (Kent Music Report)    | 1                |
| Evropa (Eurochart Hot 100)       | 1                |
| Finsko (Suomen Virallinen lista) | 2                |
| Francie (IFOP)                   | 2                |
| Irsko (IRMA)                     | 4                |
| Japonsko                         | 15               |
| Jižní Afrika (Springbok Radio)   | 1                |
| Kanada (100 Singles)             | 1                |
| Mexiko                           | 1                |
| Španělsko                        | 2                |
| Itálie (fimi)                    | 1                |
| USA (Adult Contemporary)         | 28               |
| USA (Billboard Hot 100)          | 1                |
| USA (Hot Dance Club Play)        | 3                |
| USA (Hot Soul Singles)           | 4                |
| USA Cash Box)                    | 1                |
| USA (Record World)               | 1                |